# Nuuanuidae
Nuuanuidae es una familia de crustáceos anfípodos marinos. Sus 20 especies se distribuyen por todo el mundo.

## Clasificación
Se reconocen los siguientes géneros:
- Gammarella Bate, 1857
- Nuuanu J.L. Barnard, 1970